# Denis Špoljarić
Denis Špoljarić (Zagreb, 20. kolovoza 1979.) je hrvatski rukometaš. Igra na poziciji srednjeg vanjskog, a trenutačno je član Füchse Berlina. Odličan je obrambeni igrač i jedan je od najvažnijih stupova Hrvatske rukometne reprezentacije. Bio je prvak svijeta 2003. godine u Portugalu. Osvajač je zlatne medalje na Olimpijskim igrama 2004. godine u Ateni. Drugi je sa svjetskog prvenstva u Tunisu 2005. i europskog prvenstva u  Norveškoj 2008, te dvostruki četvrti na Europskim prvenstvima. (Slovenija 2004., Švicarska 2006.)